# Aristelliger barbouri
Aristelliger barbouri — вид геконоподібних ящірок родини Sphaerodactylidae. Ендемік Багамських Островів. Вид названий на честь американського герпетолога Томаса Барбура.

## Опис
Довжина гекона Aristelliger barbouri (без врахування хвоста) становить 5 см. Хвіст у цього виду більш темний, ніж голова і тіло.

## Поширення і екологія
Aristelliger barbouri мешкають на островах Великий і Малий Інаґуа на півдні Багамського архіпелагу, а також на сусідньому острівці Шип-Кей. Вони живуть в сухих чагарникових заростях, трапляються поблизу людських поселень. Відкладають яйця.